# Гірки (Чернігівський район)
Гірки — покинуте селище в Україні, у Любецькій селищній громаді Чернігівського району Чернігівської області. До 2017 орган місцевого самоврядування — Любецька селищна рада.
7 квітня 2025 року помер останній житель села.

## Історія
Населений пункт перебуває у занедбаному стані, оселі залишені напризволяще і заростають бур’яном. Останні кілька років (станом на 2015 рік) в селищі проживають тільки 2 жителі.
У селі працюють лише білоруські телеканали.
12 червня 2020 року, відповідно до розпорядження Кабінету Міністрів України № 730-р «Про визначення адміністративних центрів та затвердження територій територіальних громад Чернігівської області», увійшло до складу Любецької селищної громади.
19 липня 2020 року, в результаті адміністративно - територіальної реформи та ліквідації Ріпкинського району, селище увійшло до складу Чернігівського району Чернігівської області.

7 квітня 2025 року помер останній житель села, Микола Палій.